# Nhật Đàn

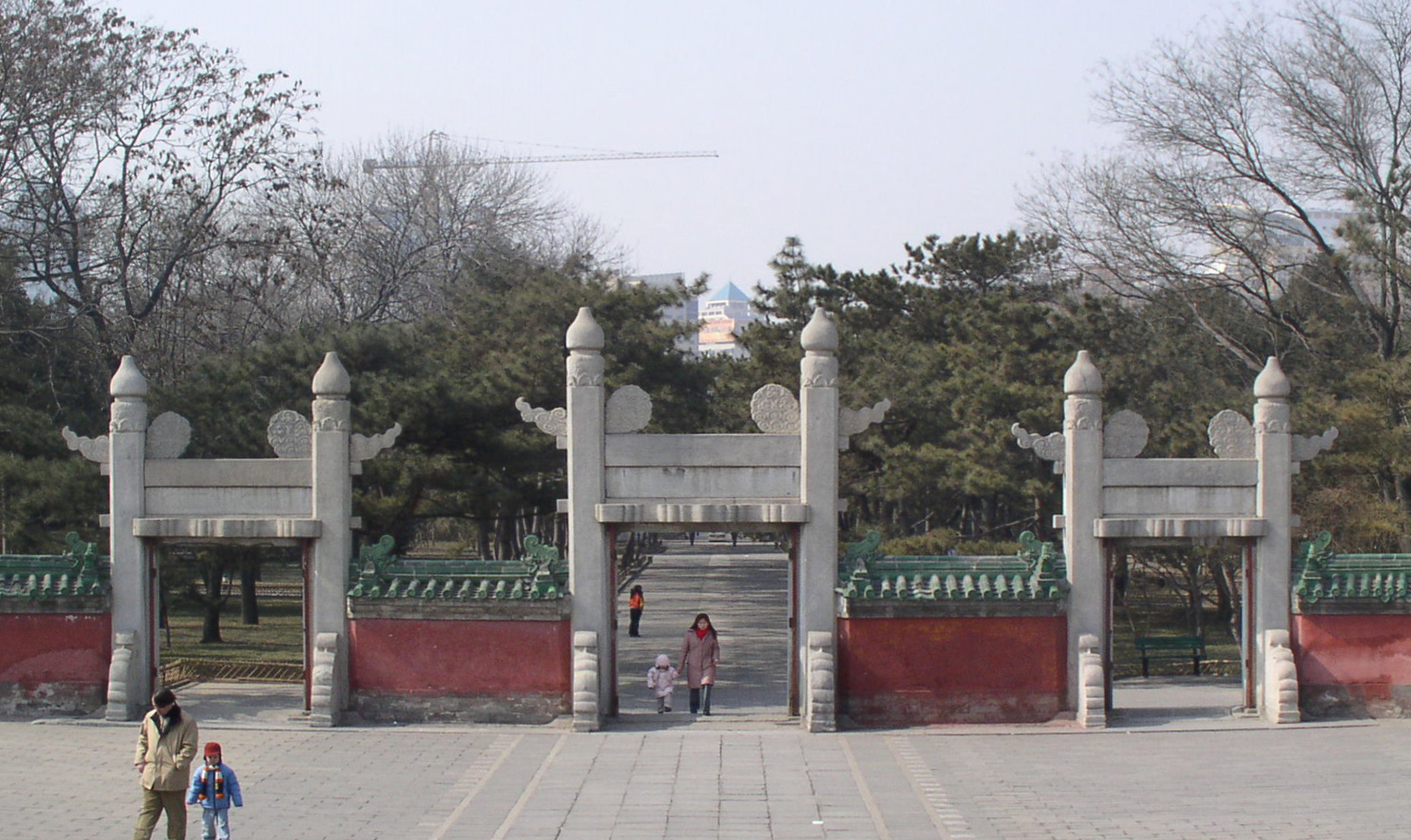

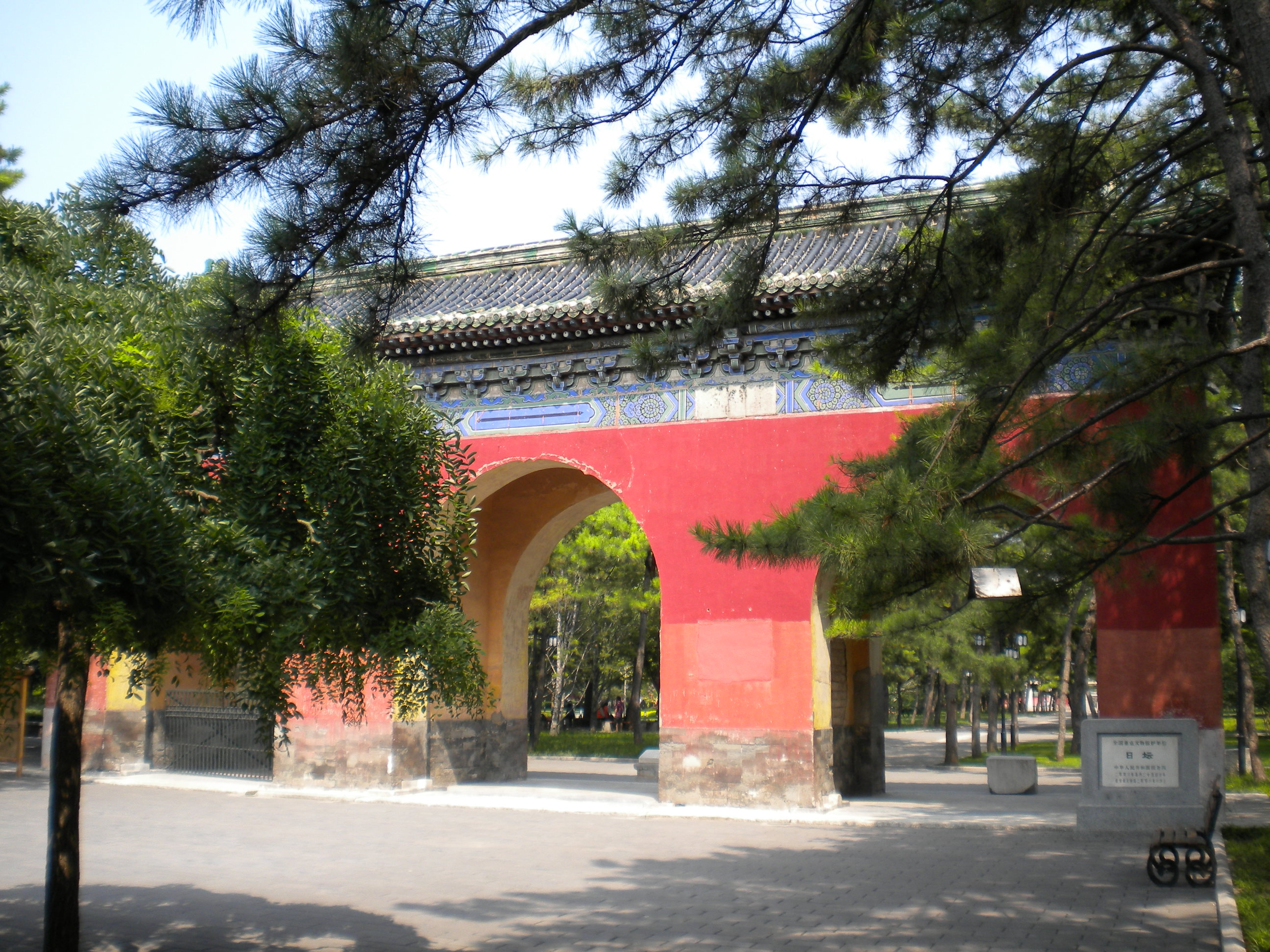
The West Holy Gate

Nhật Đàn là đền thờ mặt trời (日坛) ở Bắc Kinh, Trung Quốc, tọa lạc tại công viên Ritan, phía đông nội thành thành phố, xung quanh khu Jianguomen, gần quận các đại sứ quán. Đền này được xây năm 1530 để các hoàng đế Trung Hoa cúng tế mặt trời.